# Эскути, Мисаэль
Мисаэль Эскути Ровира (исп. Misael Escuti Rovira; 20 декабря 1926, Копьяпо, Чили) — чилийский футболист, вратарь. Бывший игрок национальной сборной Чили. Бронзовый призёр чемпионата мира по футболу 1962.

## Карьера
Официальный дебют Мисаэля Эскути в составе футбольного клуба «Коло-Коло» состоялся 4 апреля 1946 года. Эскути быстро завоевал место основного вратаря и стал лидером команды на долгие годы. В 1962 году Мисаэль Эскути отправляется на чемпионат мира в составе сборной Чили. С первой игры на турнире Мисаэль становится ключевым игроком сборной и помогает своей стране завоевать сенсационную бронзу чемпионат мира по футболу 1962. Эскути имел отличную ловкость и прыгучесть. Несмотря на свой невысокий рост для вратаря, он продемонстрировал хорошую игру на мировом первенстве. Считается одним из величайших вратарей в истории чилийского футбола.
После завершения профессиональной футбольной карьеры, Мисаэль Эскути открыл спортивный магазин под названием «Escuti Sports» и создал брокерскую компанию. В возрасте 68 лет у Мисаэля появилась болезнь Альцгеймера. Мисаэль Эскути Ровира скончался от остановки сердца 3 января 2005 года.
В городе Пуэрто-Монт и коммуне Майпу есть улицы названые в честь Мисаэля Эскути.

## Достижения
Международные
 Чили
- Чемпионат Южной Америки: 1955
- Чемпионат Южной Америки: 1956
- Чемпионат мира: 1962

Клубные
 Коло-Коло
- Чемпион Чили: 1953, 1956, 1960, 1963
- Обладатель Кубка Чили: 1958

Индивидуальные
- Футболист года в Чили: 1962